# Xavier Espot Miró
Xavier Espot Miró (Escaldes-Engordany, 14 de febrer de 1953) és un polític i diplomàtic andorrà.

## Biografia
Nascut a les Escaldes, Espot estudià a l'Escola francesa els estudis de primera ensenyança, cursant posteriorment els de Segona ensenyança a Tolosa, concretament a l'escola Saint-Joseph. Un cop graduat, estudià Dret a la Universitat de Tolosa i la Universitat de Barcelona, conjuntament.
Inicià el 1979 la seva carrera professional a l'empresa familiar, traslladant-se el 1984 en tant que oficial del Departament de Relacions Internacionals de Banca Mora.
El 1989 és escollit Conseller General d'Andorra i inicia la seva trajectòria política. Entre 1992 i 1993 ocupà el càrrec de Ministre de Turisme i Esports del Principat d'Andorra al segon govern d'Òscar Ribas Reig. De 1994 a 1995 és nomenat Ambaixador del Principat a França, repetint a Espanya i Mónaco entre els anys 2007 i 2008.
El mateix 2008 és nomenat Representant Permanent d'Andorra a les Nacions Unides i Organismes Internacionals de Ginebra, alhora que Ambaixador a Suïssa i Liechtenstein. Al mateix temps, fou nomenat observador, amb rang d'Ambaixador, davant l'Organització Mundial de Comerç (OMC) i encarregat de negocis a França.
El 8 de juny del 2009 és nomenat ministre d'Afers Exteriors i Relacions Institucionals pel Cap de Govern Jaume Bartumeu Cassany, carrec que actualment ocupa, des de 2011, Gilbert Saboya Sunyé.

## Distincions honorífiques
- Comandant de l'Orde Nacional del Mèrit (República Francesa)